# Bahnstrecke Gorlice Zagórzany–Gorlice
| Streckennummer: | 110                  |                                                   |                                                   |
| Kursbuchstrecke: | 131                  |                                                   |                                                   |
| Streckenlänge: | 4,036 km             |                                                   |                                                   |
| Spurweite: | 1435 mm (Normalspur) |                                                   |                                                   |
| Stromsystem: | 3 kV =               |                                                   |                                                   |
| Streckengeschwindigkeit: | 50 km/h              |                                                   |                                                   |
| |                      |                                                   |                                                   |
| \| \| \| von Krościenko (vorm. Galizische Transversalbahn) \| \| \| \| 0,128 \| Gorlice Zagórzany \| Gorlice Zagórzany \| \| \| \| nach Stróże (vorm. Galizische Transversalbahn) \| \| \| \| 1,545 \| bocz. Hydronaft Gorlice \| bocz. Hydronaft Gorlice \| \| \| 2,341 \| bocz. Fabryka Maszyn Glinik \| bocz. Fabryka Maszyn Glinik \| \| \| 3,003 \| Gorlice Glinik \| Gorlice Glinik \| \| \| 4,164 \| Gorlice \| Gorlice \| \| \| 4,366 \| (Streckenende) \| (Streckenende) \| |                      |                                                   |                                                   |
| Strecke |                      | von Krościenko (vorm. Galizische Transversalbahn) | von Krościenko (vorm. Galizische Transversalbahn) |
| Bahnhof | 0,128                | Gorlice Zagórzany                                 | Gorlice Zagórzany                                 |
| Abzweig geradeaus und nach rechts |                      | nach Stróże (vorm. Galizische Transversalbahn)    | nach Stróże (vorm. Galizische Transversalbahn)    |
| Abzweig geradeaus und nach links | 1,545                | bocz. Hydronaft Gorlice                           | bocz. Hydronaft Gorlice                           |
| Abzweig geradeaus und nach rechts | 2,341                | bocz. Fabryka Maszyn Glinik                       | bocz. Fabryka Maszyn Glinik                       |
| Haltepunkt / Haltestelle | 3,003                | Gorlice Glinik                                    | Gorlice Glinik                                    |
| Bahnhof | 4,164                | Gorlice                                           | Gorlice                                           |
| | 4,366                | (Streckenende)                                    | (Streckenende)                                    |

Die Bahnstrecke Gorlice Zagórzany–Gorlice ist eine Eisenbahnverbindung in Polen, die ursprünglich als Teil der Galizischen Transversalbahn durch den österreichischen Staat erbaut und betrieben wurde. Sie zweigt in Zagórzany von der Bahnstrecke Stróże–Krościenko ab und führt in den Beskiden nach Gorlice.

## Geschichte
Die Strecke wurde am 8. April 1885 eröffnet.

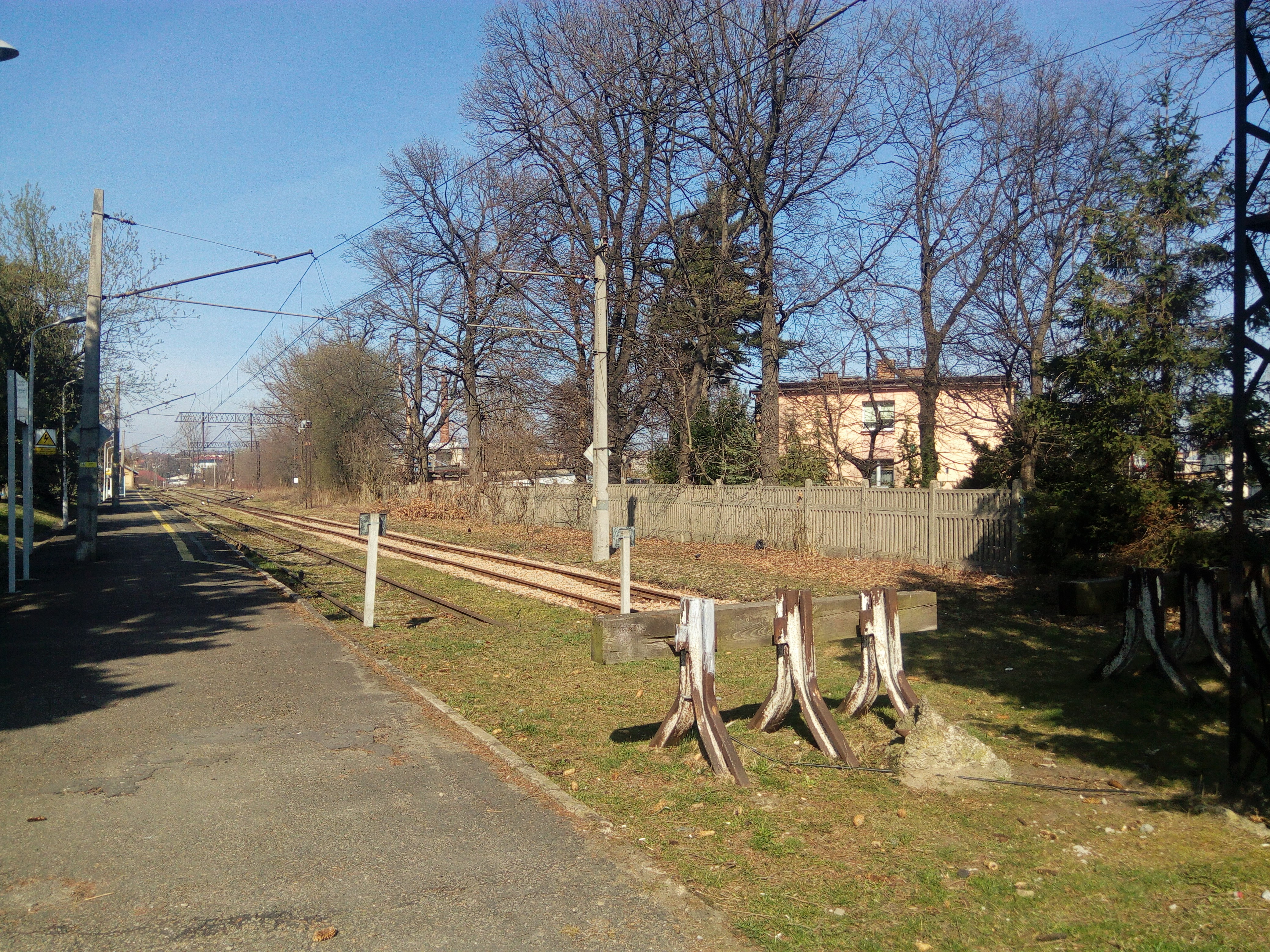
Bahnhof Gorlice (2019)

Nach dem Zerfall Österreich-Ungarns infolge des Ersten Weltkrieges lag die Strecke zur Gänze auf dem Staatsgebiet der Zweiten polnischen Republik. Betreiber der Strecke waren fortan die neugegründeten Polnischen Staatsbahnen (PKP).
Nach dem deutschen Überfall auf Polen am Beginn des Zweiten Weltkrieges lag die Strecke auf dem Gebiet des Generalgouvernementes. Betreiber der Strecke war fortan die Generaldirektion der Ostbahn (Gedob). Der Sommerfahrplan 1941 verzeichnete acht Personenzugpaare von Zagórzany nach Gorlice. Nach dem Krieg kam die Strecke wieder zu den PKP.
Die Strecke wurde Ende der 1980er Jahre zusammen mit der Strecke Stróże–Jasło Fabryczne elektrifiziert. Der elektrische Zugbetrieb wurde am 30. November 1988 aufgenommen.
Zwischen dem 10. Dezember 2006 und 31. März 2016 war der planmäßige Reiseverkehr eingestellt. Im Jahresfahrplan 2022 wird die Strecke freitags und an den Wochenenden von Personenzügen der Relation Nowy Sącz–Gorlice–Jasło bedient.